# 格列別紐基
47°28′53″N 30°3′17″E / 47.48139°N 30.05472°E
赫雷貝紐基（烏克蘭語：Гребенюки）是位於烏克蘭西南部的村莊，由敖德萨州波季利斯克区的多林斯凱市鎮負責管轄。該村始建於1924年，面積0.15平方公里，2001年人口51，人口密度每平方公里340人。